# Kedungmulyo (Bangilan)
Kedungmulyo is een bestuurslaag in het regentschap Tuban van de provincie Oost-Java, Indonesië. Kedungmulyo telt 3411 inwoners (volkstelling 2010).